# Combles-en-Barrois
Combles-en-Barrois – miejscowość i gmina we Francji, w regionie Grand Est, w departamencie Moza.
Według danych na rok 1990 gminę zamieszkiwały 814 osoby, a gęstość zaludnienia wynosiła 79 osób/km² (wśród 2335 gmin Lotaryngii Combles-en-Barrois plasuje się na 429. miejscu pod względem liczby ludności, natomiast pod względem powierzchni na miejscu 584.).